# دوري هونغ كونغ لكرة القدم 1935–36
دوري هونغ كونغ لكرة القدم 1935–36 (بالصينية: 1935–36年香港甲組足球聯賽) هو موسم من دوري هونغ كونغ لكرة القدم ‏. فاز فيه نادي جنوب الصين.